# DESTINY (MY LITTLE LOVER單曲)
《DESTINY》，是日本樂團MY LITTLE LOVER的第11張單曲和代表作之一。1998年5月13日發行。

## 簡介
被用作富士電視台的人氣話題電視劇《網路情人》的主題曲，雖然單曲發行首週在Oricon公信榜僅排行第4位，但累計總銷量卻達到51萬張，是1998年度日本單曲銷量第46位。是MY LITTLE LOVER中期的代表歌曲。

## 收錄曲目
1. DESTINY
作詞、作曲、編曲：小林武史
富士系電視劇《網路情人》的主題曲
2. Naked
作詞、作曲、編曲：小林武史
資生堂「Selensure」的廣告歌
3. DESTINY (instrumental)

## 外部連結
- 唱片介紹